# Gerbrand van den Eeckhout

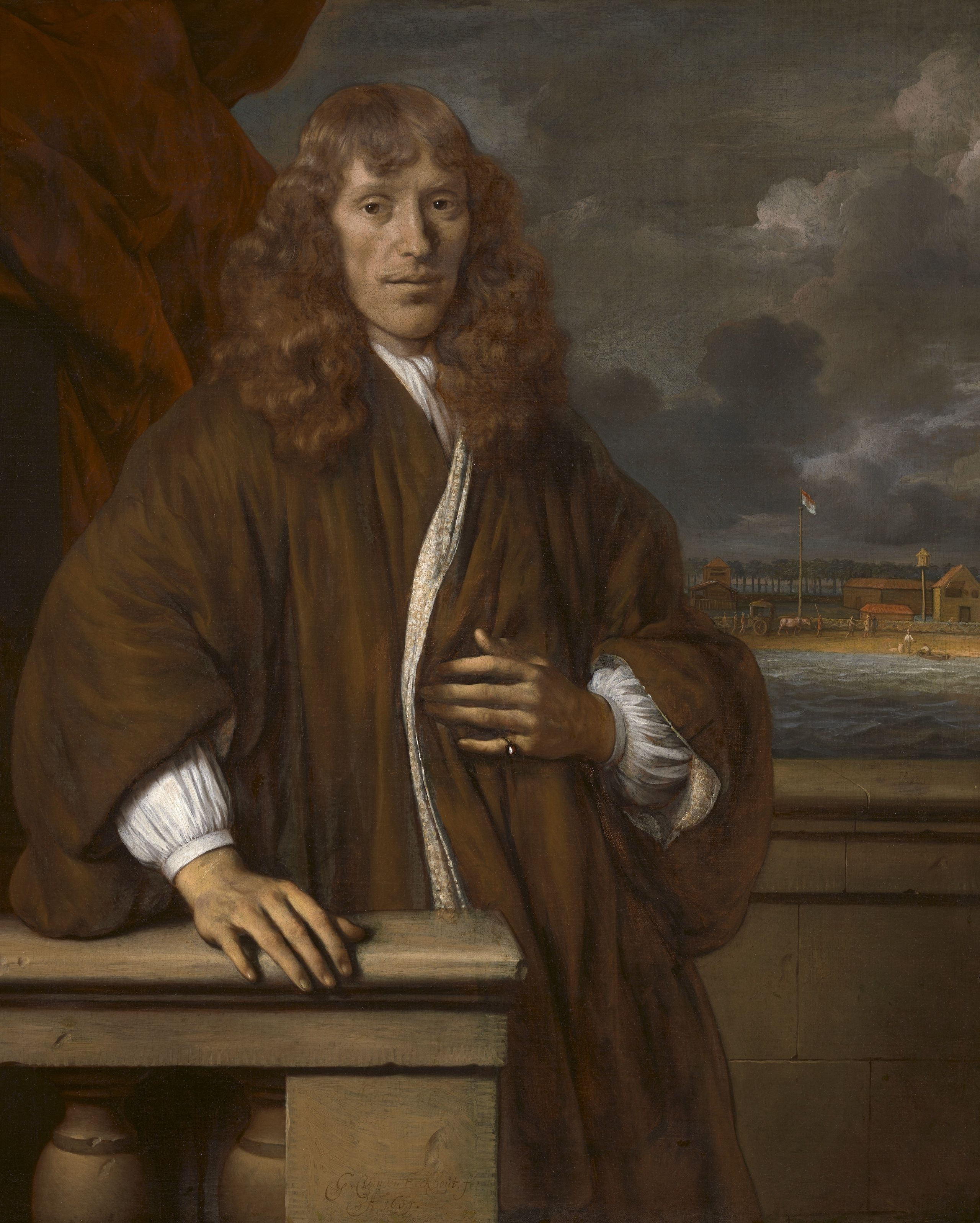
Mint a Holland Kelet-Indiai Társaság funkcionáriusa : Önarcképe (1669)

Gerbrand van den Eeckhout (Amszterdam, 1621. augusztus 19. — Amszterdam, 1674. szeptember 29.) holland festő és rézmetsző a holland aranykorban, Rembrandt kedvenc tanítványa. Kiváló műértő, műgyűjtő és amatőr költő is volt.

## Életpályája
Atyja családja egyre északabbra menekült, mivel vallásilag a mennonitákhoz tartozott, végül Amszterdamban telepedtek le. Pieterszoon Jan van den Eeckhout ékszerész volt, első házasságából született fia Gerbrand van den Eeckhout. Az anya 1631-ben meghalt, P. Eeeckhout másodszor is megnősült, második felesége Cornelia Dedel, kinek a lánya alapítója lett a Holland Kelet-Indiai Társaság egyik fiókjának Delftben. Később Gerbrand van den Eeckhout is bekapcsolódott a társaság munkájába.
Gerbrand van den Eeckhout korán beiratkozott az amszterdami festő céh iskolájába, majd Rembrandt stúdiójában tanult festést és rézmetszést Ferdinand Bol, Nicolaes Maes és Govert Flinck társaságában. Nagy sikere volt korai képeivel, amelyek még közvetlenül követték a mester Rembrandt humanista felfogását és virtuóz festési technikáját. Későbbi bibliai képei gyakran elnagyoltak, a részletek kevésbé kidolgozottak, mindezzel együtt kitűnik kiváló kompozícióteremtő képessége, s a színekkel való egyéni bánásmód. Legtöbb bibliai képét az amszterdami Rijks-múzeumban, a párizsi Louvre-ban és a budapesti Szépművészeti Múzeumban őrzik, egyik legszebb bibliai képe: A sunami asszony Illés prófétánál. Mitológiai témákat is megjelenített, például Cimon és Iphigenia. Életképeket, portrékat is festett, és a korról sokat eláruló rézkarcokat készített.
Nem alapított családot, teljes életét lefoglalta a művészetekkel való foglalkozás. Kiváló műértőnek tartották, magángyűjtemények létrehozásánál gyakran ő volt a szakértő. Maga is műgyűjtő volt, mint mestere, Rembrandt. A kortárs festők képeit szívesen tanulmányozta, közülük Gerard Terborch hatott az ő festészetére is. Utolsó éveiben megözvegyült nővérénél lakott az amszterdami belvárosi csatorna-szakasz egyik legszebb részén.

## Galéria

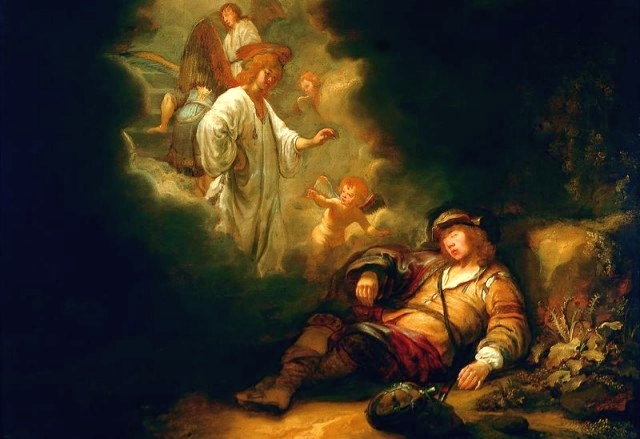
Jákob álma (1642, Nemzeti Múzeum, Varsó)
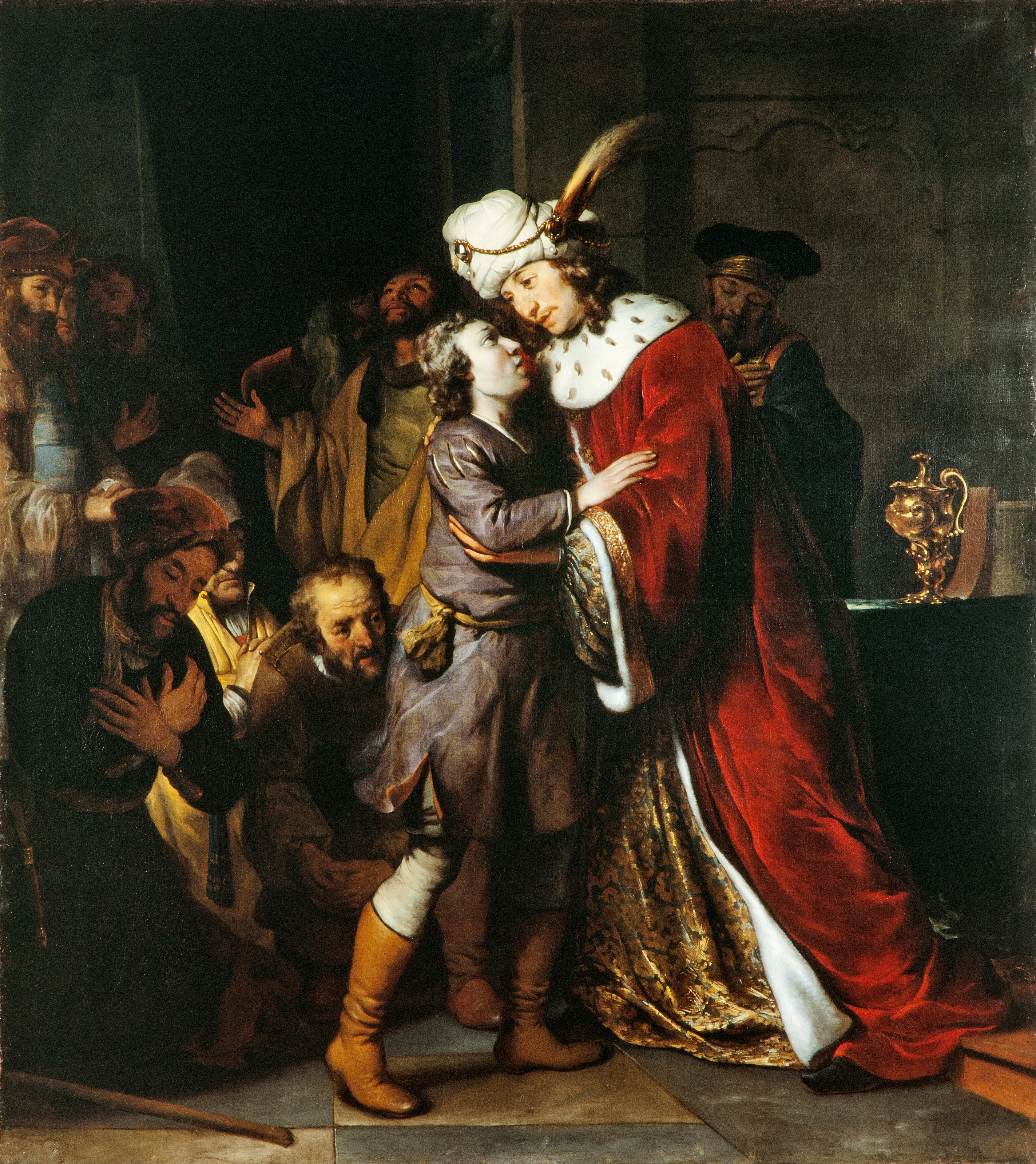
József és az ő fivérei (1654, Skoklosters Slott, Bålsta Stockholm)
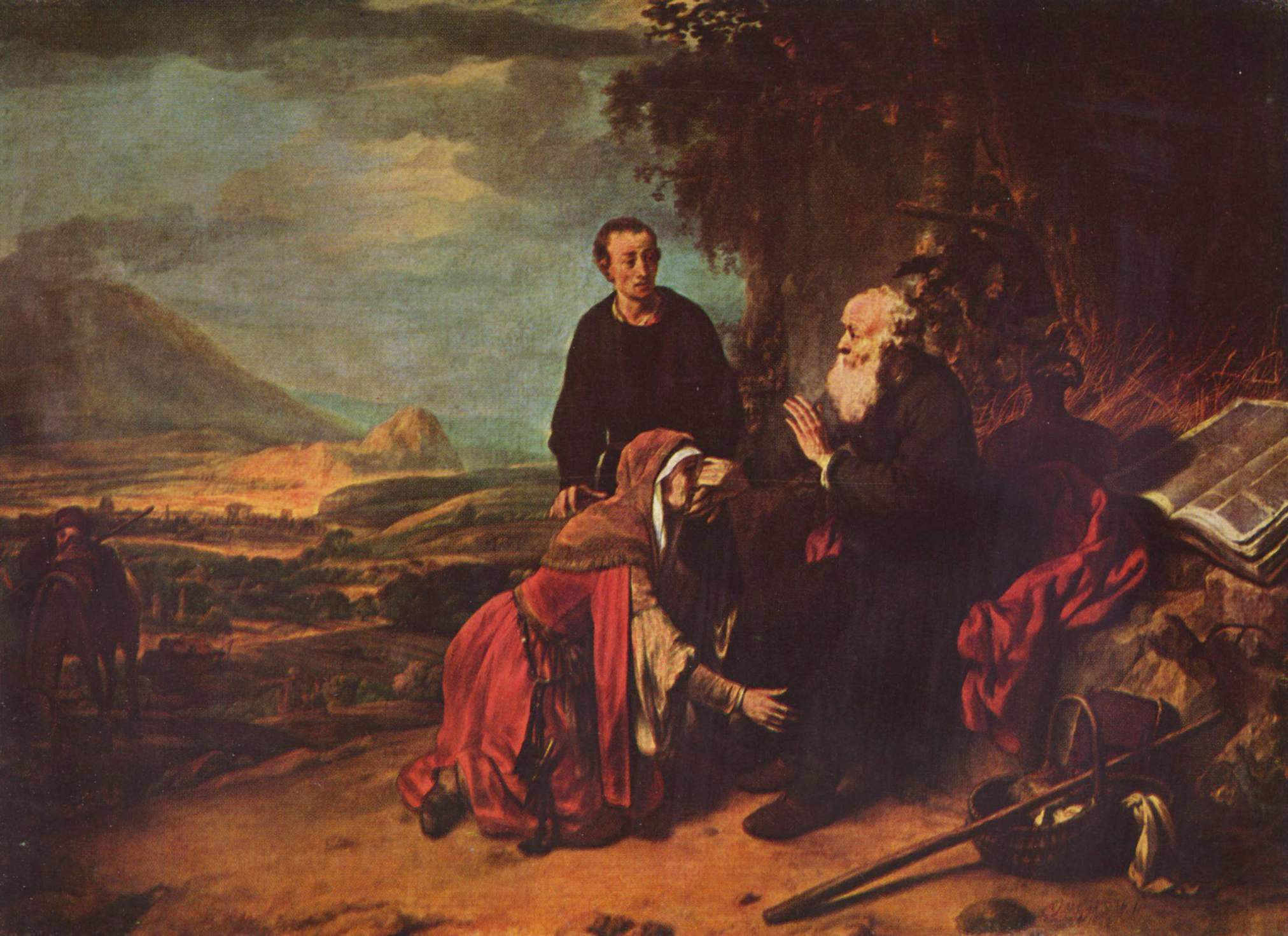
A sunami asszony Illés prófétánál (1664, Szépművészeti Múzeum, Budapest)
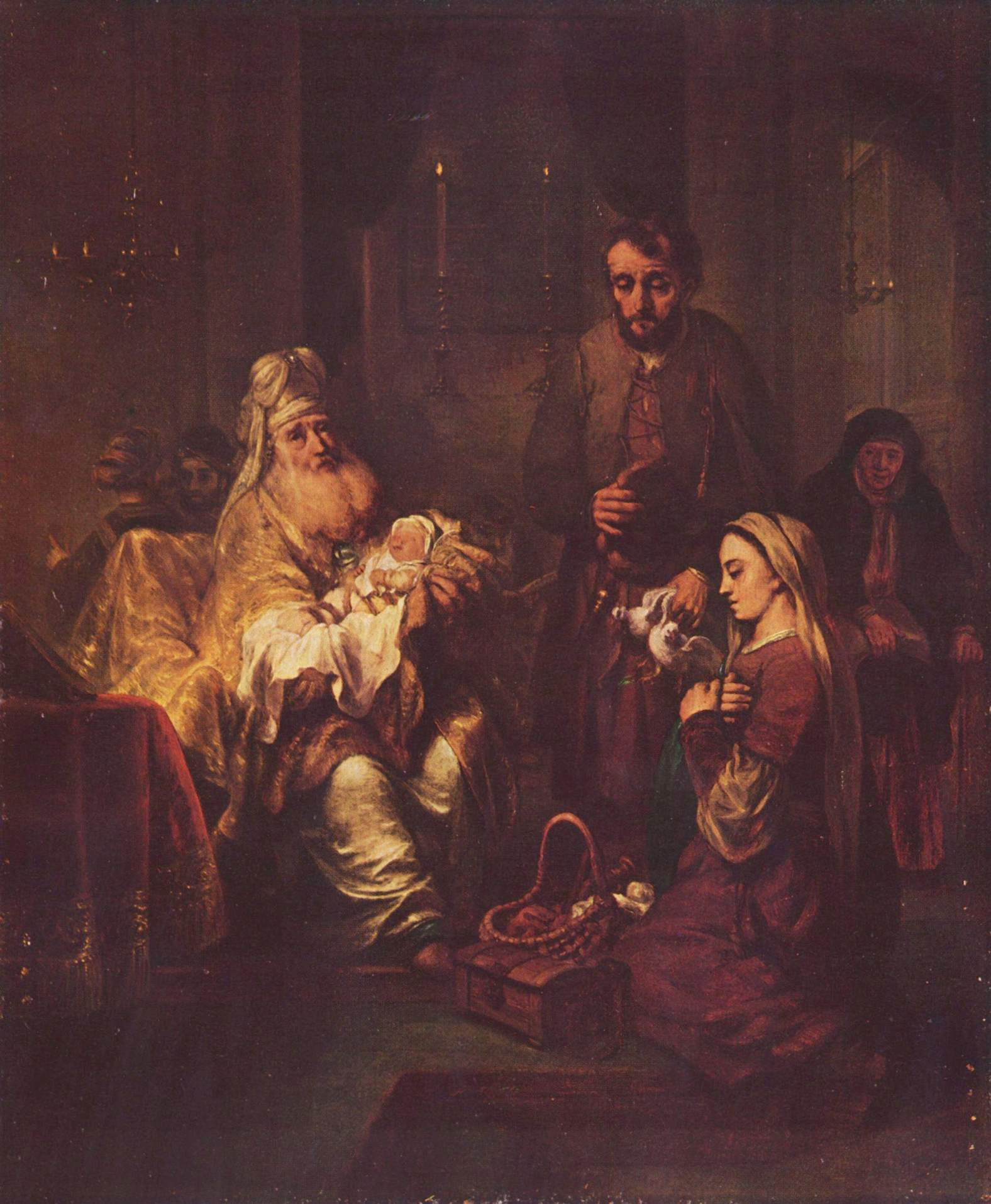
Jézus bemutatása a templomban (1671, Szépművészeti Múzeum, Budapest)
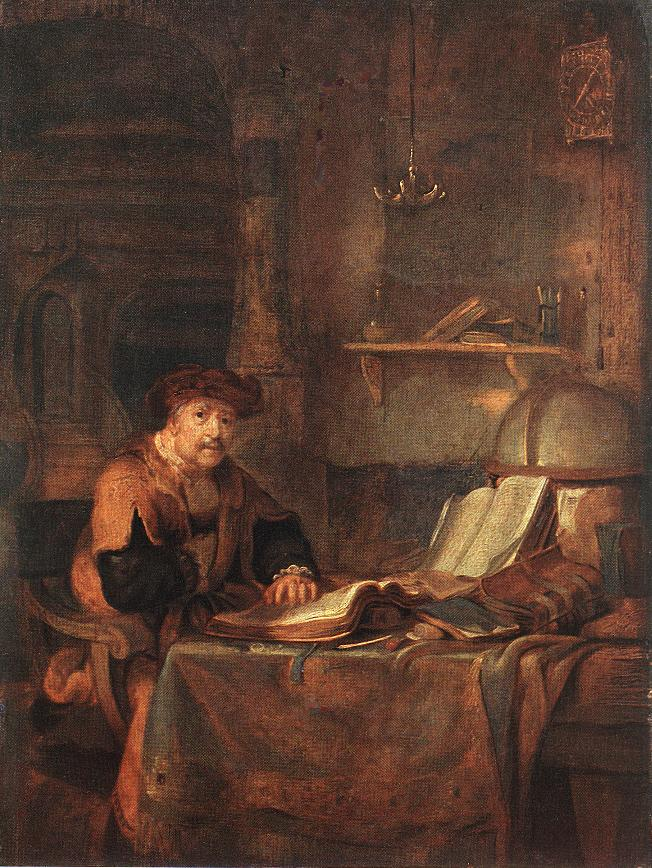
Tanár a könyveivel (életkép)
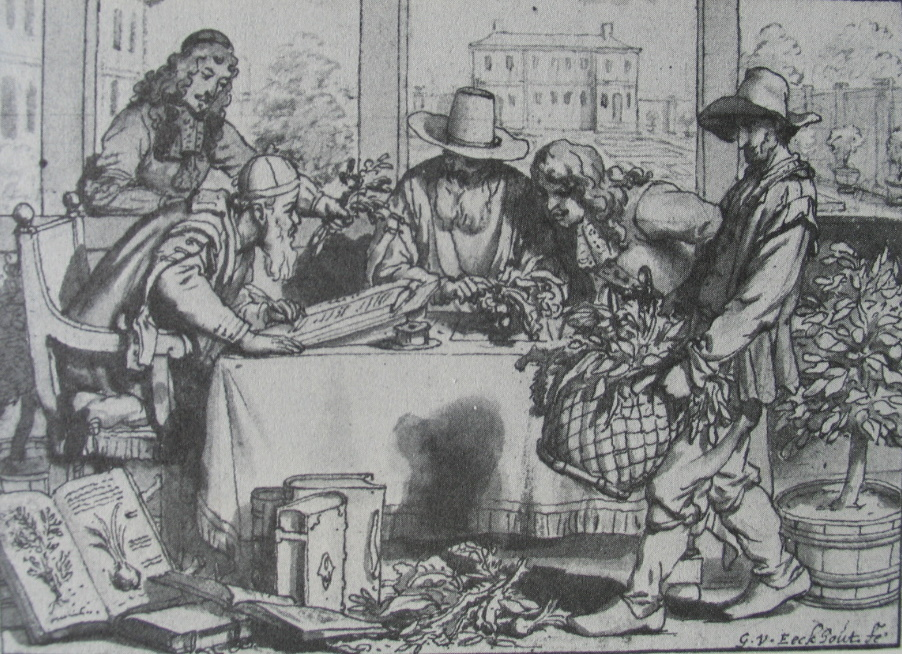
Botanikai műhely (rézkarc)